# Делфін-Морейра (Мінас-Жерайс)
Делфін-Морейра (порт. Delfim Moreira) — муніципалітет в Бразилії, входить до складу штату Мінас-Жерайс. Є складовою частиною мезорегіону Південь і південний захід штату Мінас-Жерайс. Входить до економічно-статистичного мікрорегіону Ітажуба. Населення становить 8159 чоловік (станом на 2006 рік). Займає площу 408,181 км².
Місто засновано 17 грудня 1938 року.